# 约翰·鲁伯特·弗斯
约翰·鲁伯特·弗斯（英語：。1890年6月17日—1960年12月17日）簡稱弗斯，英国语言学家，伦敦学派创始人。1913年获利兹大学硕士学位。1920-1928年在印度旁遮普大学教英语。1937年赴印度调查研究古吉拉特语和泰卢固语。他倡导语言理论研究的独立性，肯定语言研究与文学研究的不同。著有《话语》、《人的语言》。

## 理論貢獻
1. 自主音段音系學（英语：Autosegmental Phonology）
2. 韻律音系學（英语：Prosodic Phonology）

## 繼承人
韓禮德